# Shura no toki
Shura no toki (陸奥圓明流外伝 修羅の刻?, Mutsu enmei ryū gaiden: Shura no toki) è un manga che narra una storia realmente accaduta in forma romanzata, pubblicato dalla Kōdansha dal 1989 al 2005 e consta di 15 tankoubon, divisi in 8 saghe. Soltanto tre di esse sono state trasposte in anime. Ogni saga racconta un periodo storico particolare, incentrandosi su un personaggio fittizio. Le serie sono state distribuite anche nel circuito americano grazie a Media Blasters.

## Trama
Fin dai tempi dell'era Heian, i membri della famiglia Mutsu praticano l'arte marziale chiamata Mutsu Enmei Ryū. Essi viaggiano senza mai avere avuto una sconfitta e vengono chiamati i Shura no Mono (Gli uomini della strage).
La prima parte della serie narra di Mutsu Yakumo e Miyamoto Musashi, la seconda con il figlio di Yakumo e Yagyū Jūbei; mentre la terza narra di un periodo successivo e parla di un loro discendente, molto amico di Sakamoto Ryōma.